# Azorastia mediterranea
Azorastia mediterranea is een vliegensoort uit de familie van de Nannodastiidae. De wetenschappelijke naam van de soort is voor het eerst geldig gepubliceerd in 1980 door Papp.